# Rhinastria
Rhinastria är ett släkte av insekter. Rhinastria ingår i familjen spottstritar.
Kladogram enligt Catalogue of Life:
| Rhinastria | \| \| Rhinastria bicolor \| \| \| \| |
|            | \| \| Rhinastria bicolor \| \| \| \| |
|            | Rhinastria bicolor                   |
|            |                                      |